# Robert Grissold

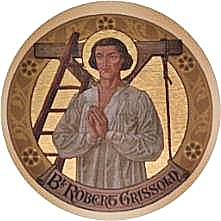
Der selige Robert Grissold, Altarbild in Warwick

Robert Grissold, auch Greswold (* um 1575 in Rowington bei Warwick, England; † 16. Juli 1604 in Warwick) war ein englischer Laienkatholik, Märtyrer und ist ein Seliger der katholischen Kirche. 

## Leben und Wirken
Er entstammte einer katholischen Familie aus der Grafschaft Warwickshire. Seine Eltern waren John und Isabel Grissold von Poundley End, Rowington. Der Vater arbeitete als Weber, die Eheleute hatten insgesamt sieben Söhne und eine Tochter. 
Robert lebte als Diener bei einem Herrn Sheldon in Broadway, Grafschaft Worcestershire. In dieser Tätigkeit lernte er John Sugar kennen, einen konvertierten Anglikaner, der nun unter Lebensgefahr als katholischer Priester wirkte. Zu jener Zeit war die katholische Religion und ihre Ausübung in England streng verboten und wurde drakonisch geahndet. Pfarrer Sugar hatte 1601, in dem von Kardinal William Allen gegründeten englischen Exil-Priesterseminar in Douai, die Weihe erhalten und war nun nach England zurückgekehrt. Hier betreute er in den Grafschaften Warwickshire, Staffordshire und Worcestershire die geheimen katholischen Gläubigen.
Robert Grissold half dem Geistlichen in seiner Heimatgrafschaft Warwickshire als ortskundiger Führer. Am 8. Juli 1603 erging ein behördlicher Haussuchungsbefehl gegen die Katholiken von Rowington, um einen dort vermuteten Priester zu ergreifen. Nach erfolgloser Durchsuchung verhaftete man bei dem nahegelegenen Ort Baddesley, auf der Landstraße, den Priester John Sugar und seinen Begleiter Robert Grissold. Dessen Cousin Clement Grissold war der Anführer des Suchtrupps und wollte seinen Verwandten entkommen lassen, was dieser aber ablehnte. Er erklärte, den Priester keinesfalls verlassen zu wollen. Beide wurden ins Gefängnis von Warwick eingeliefert und dort ein Jahr lang inhaftiert. 
Am 13. Juli 1604 verurteilte man John Sugar, wegen Ausübung seines Amtes als katholischer Priester, zum Tod durch Hängen und anschließendem Vierteilen. Am 14. Juli fand die Verhandlung Robert Grissolds statt. Für den Fall seines Anschlusses an die anglikanische Kirche und die Anerkennung des Königs als Kirchenoberhaupt wurde ihm die Freiheit angeboten. Dies lehnte er ab; der Richter verurteilte ihn daraufhin als „Verbrecher“ zum Tod durch Erhängen, da er einen katholischen Priester unterstützt hatte und in seiner Begleitung angetroffen worden war.

## Hinrichtung
Auf dem „Gallows Hill“ in Warwick vollstreckte man am 16. Juli 1604 die Urteile. John Sugar wurde von einem Pferd, auf einem Holzrost, dorthin geschleift, Robert Grissold folgte zu Fuß. Er war damals 29 Jahre alt, der Priester 42. Sugar wurde gehängt, noch lebend wieder abgeschnitten und dann gevierteilt. Als Grisson das Seil, an dem er erhängt werden sollte, auf dem Boden liegen sah, tauchte er es ehrfurchtsvoll in das Blut des soeben zerstückelten Priesters. Er rief die Umstehenden zu Zeugen an, dass er nicht wegen Verbrechen oder als Dieb sterbe, sondern nur weil er seinem Gewissen folgte. Dann stieg er freiwillig auf die Leiter, vergab den Verfolgern sowie dem Scharfrichter und wurde mit der Schlinge um den Hals von den Sprossen gestoßen.
Man begrub ihn unzerteilt nahe dem Galgen, während Sugars Kopf und Körperteile an den Stadttoren von Warwick zur Abschreckung ausgestellt wurden.

## Verehrung
Von Anfang an wurde Robert Grissold als Märtyrer angesehen und verehrt. Als 1860, nach Wiederherstellung der katholischen Hierarchie in England, in seinem Todesort Warwick die Pfarrkirche St. Mary Immaculate entstand, stellte man ihn dort auf einem Wandbild am Hochaltar dar.
Er gehört neben John Sugar zu den sogenannten „85 Märtyrern von England und Wales“, die von Papst Johannes Paul II. am 22. November 1987 seliggesprochen wurden. 
In Balsall Common (Metropolitan Borough of Solihull), Grafschaft Warwickshire, ist die kath. Pfarrkirche dem Seligen geweiht.